# Tim Suton
Tim Suton (* 8. Mai 1996 in Kirchheim unter Teck) ist ein deutscher Handballspieler.

## Karriere

### Verein
Tim Suton spielte zunächst für die TV Willstätt und später bei der HSG Düsseldorf und beim TSV Bayer Dormagen. In der Saison 2012/13 gab er sein Debüt in der 2. Handball-Bundesliga bei der HG Saarlouis und spielte aufgrund eines Doppelspielrechts zusätzlich in der A-Jugend-Bundesliga-Mannschaft der HSG Völklingen. In der Saison 2013/14 sollte der 1,91 Meter große Rückraumspieler mittels Zweitspielrecht für die Bundesligamannschaft der Rhein-Neckar Löwen auflaufen, allerdings scheiterte dies an den Vorschriften des Deutschen Handballbundes, die den Einsatz von Jugendlichen in zwei Männermannschaften untersagen. Zur Saison 2014/15 wechselte er zu den Rhein-Neckar Löwen, bei denen er einen Dreijahresvertrag unterschrieb. Da er hinter Andy Schmid und Mads Mensah Larsen nur wenig Spielanteile erhielt, wurde sein Vertrag zum 31. Oktober 2014 in beiderseitigem Einvernehmen aufgelöst und Suton unterschrieb beim Ligakonkurrenten TBV Lemgo bis zum Saisonende. In der Saison 2015/16 stand er beim TuS N-Lübbecke unter Vertrag. Anschließend kehrte er zum TBV Lemgo zurück.
2014 wurde Suton mit 241 Toren, davon 50 per Siebenmeter, Torschützenkönig der 2. Bundesliga. Im Oktober 2014 wurde er mit dem Erhard-Wunderlich-Preis als bester Nachwuchsspieler Deutschlands ausgezeichnet.
Am 2. Oktober 2019 erlitt Suton im DHB-Pokal-Achtelfinale gegen den Bergischen HC einen Kreuzbandriss im rechten Knie. Mit Lemgo gewann er den DHB-Pokal 2020, dessen Final Four aufgrund der COVID-19-Pandemie erst im Juni 2021 stattfand.

### Nationalmannschaft
Suton gehörte zum Kader der deutschen Jugendnationalmannschaft, für die er bisher 34 Länderspiele bestritt, in denen er 85 Tore erzielte. Mit der Nationalmannschaft gewann er bei der U-19-Weltmeisterschaft 2013 die Bronzemedaille, dabei wurde er ins All-Star-Team des Turniers gewählt.
Suton gab am 18. Juni 2017 sein Debüt in der deutschen Nationalmannschaft. Er absolvierte bisher 14 Spiele, in denen er 19 Tore erzielte.
Am 22. Januar 2019 wurde er wegen der Verletzung von Martin Strobel von Nationaltrainer Christian Prokop für die laufende Weltmeisterschaft nachnominiert. Er stand im erweiterten Kader der deutschen Nationalmannschaft für die Europameisterschaft 2022.

## Privates
Tim Suton war Schüler am Max-Planck-Gymnasium in Saarlouis, wo er 2014 das Abitur machte. Sein Vater Goran Suton war Handballtrainer, sein Bruder Sven Suton spielt ebenfalls Handball. Durch die Herkunft des Vaters war Suton in seiner Jugend deutsch-kroatischer Doppelstaatsbürger, entschied sich letztlich jedoch für den deutschen Pass. Im Dezember 2020 heiratete Suton seine Partnerin Jana und im September 2022 wurde er Vater einer Tochter.